# Reckless Youth
Reckless Youth er en amerikansk stumfilm fra 1922 af Ralph Ince.

## Medvirkende
- Elaine Hammerstein som Alice Schuyler
- Niles Welch som John Carmen
- Myrtle Stedman som Mrs. Schuyler-Foster
- Robert Lee Keeling som Mr. Schuyler-Foster
- Huntley Gordon som Harrison Thomby
- Louise Prussing som Mrs. Dahlgren
- Frank Currier som Cumberland Whipple